# Nicolás Rofrano
Nicolás Rofrano fue un exfutbolista argentino que se desempeñaba como delantero.

## Clubes
| Club        | País      | Año         |
| ----------- | --------- | ----------- |
| River Plate | Argentina | 1915 - 1922 |
| Alvear      | Argentina | 1922        |
| River Plate | Argentina | 1923        |